# Sand Sharks : Les Dents de la plage
Pour plus de détails, voir Fiche technique et Distribution.
Sand Sharks : Les Dents de la plage (Sand Sharks) est un film d'horreur américain réalisé par Mark Atkins, sorti en 2011.

## Synopsis
Jimmy Green, un escroc de renom, revient dans la station balnéaire où il a passé sa jeunesse. Pour redorer son blason, il prévoit d'organiser une immense fête sur la plage. Mais les choses se compliquent quand des invités inattendus - des requins préhistoriques capables de se déplacer dans le sable - font leur apparition.

## Fiche technique
- Titre : Sand Sharks : Les Dents de la plage
- Titre original : Sand Sharks
- Autre titre : Beach Shark[1]
- Réalisateur : Mark Atkins
- Scénario : Cameron Larson
- Genre : Action, comédie horrifique et science-fiction
- Pays :  États-Unis
- Durée : 91 minutes
- Format : 1.33 - 4/3
- Date de sortie : 2011
- Classification : interdit aux moins de 12 ans

## Distribution
- Corin Nemec : Jimmy Green
- Brooke Hogan : Sandy Powers
- Vanessa Evigan : Brenda Stone
- Gina Holden : Amanda Gore
- Julie Berman :  Nicky
- Eric Scott Woods : Le shérif John Stone
- Edgar Allan Poe IV : Le maire Greenburg
- Robert Pike Daniel : Angus
- Hilary Cruz : Erin